# Hank Moody
Hank Moody, właśc. Henry James Moody – postać fikcyjna grana przez Davida Duchovny’ego, główny bohater amerykańskiego serialu komediowego Californication stacji Showtime. Moody jest nieobliczalnym, a zarazem cenionym pisarzem. Często wplątuje się w dziwne, czasami skandaliczne sytuacje. Bohater według wielu recenzentów wzorowany jest na postaci pisarza Charlesa Bukowskiego.
Pochodzi z Nowego Jorku, lecz obecnie mieszka w Los Angeles. Publikuje nieregularnie, co nie przeszkadza mu cieszyć się uznaniem. Jego ostatnia bestsellerowa powieść Bóg nas nienawidzi (ang. God Hates Us All) została zekranizowana pod tytułem Mała zwariowana rzecz zwana miłością (ang. A Crazy Little Thing Called Love – tytuł piosenki zespołu Queen). Moody jest również autorem książki Walenie i pieprzenie (ang. Fucking & punching), która dotyczy relacji pomiędzy nim a Mią Lewis, wydaną zresztą pod jej nazwiskiem. Napisał także biografię swojego przyjaciela, znanego producenta muzycznego Lewa Ashby’ego.
Motorem napędowym serialu jest związek typu on-and-off z Karen oraz relacje z ich córką Rebeccą. Jednak Moody, cieszący się powodzeniem u kobiet i niepotrafiący oprzeć się ich wdziękom, często wplątuje się w różne dziwaczne sytuacje, co nie ułatwia powrotu do stabilności z Karen oraz powoduje napięcia pomiędzy nim a Rebeccą. Często ukazywany jest jako osoba opuszczona i spustoszona emocjonalnie, patrząca na siebie z politowaniem.
Hank uwielbia muzykę rockową. Kolekcjonuje płyty winylowe z klasykami gatunku. Posiada również gitarę Gibson Les Paul. W drugim sezonie zdradza, że pierwszym zakupionym przez niego albumem był Led Zeppelin II.

## Życiorys
Hank urodził się w Levitown na Long Island, w stanie Nowy Jork. Celem spełnienia marzenia o zostaniu pisarzem przeniósł się do Nowego Jorku, który oferował mu większe możliwości. Na początku pracował w Blockbuster, co wykorzystał do rozwoju i promocji własnej osoby. Ostatecznie talent Hanka i jego dar tworzenia zostały zauważone przez literacką społeczność. Wczesne książki i opowiadania pisarza uważane są za zobrazowanie idei twardego realizmu, podobnie jak u Charlesa Bukowskiego. Twórczość Moody’ego zaczęła być otaczana kultem, w szczególności powieść Bóg nas nienawidzi.
Hank spotkał Karen van der Beek podczas CBGB. Na początku ich związku zaszła w ciążę i urodziła córkę Rebeccę. Po publikacji Bóg nas nienawidzi (ang. God Hates Us All) cała trójka przeniosła się do Los Angeles, gdzie Hank rozpoczął pracę nad scenariuszem do filmowej adaptacji książki pt. Mała zwariowana rzecz zwana miłością (ang. A Crazy Little Thing Called Love).

## Samochód
W serialu Hank jeździ samochodem marki Porsche 964 w wersji cabrio z 1991 roku z uszkodzonym przednim reflektorem. Kabriolet charakteryzuje się brudnym i zakurzonym wyglądem, który odzwierciedla naturę właściciela. Moody kupuje nowy model firmy Porsche w dziewiątym odcinku pierwszego sezonu, który wkrótce zostaje skradziony, co zmusza pisarza do powrotu do starego samochodu.
W sezonie czwartym auto rozbija córka Hanka – Becca. W zastępstwie znów kupowane jest nowe, w którym Hank rozbija przedni reflektor, by upodobnić samochód do swojego starego.

## Książki
Tytuły trzech pierwszych powieści Hanka zostały zaczerpnięte z tytułów albumów grupy Slayer.
- South Of Heaven
- Seasons In The Abyss
- Bóg nas nienawidzi[2] (God Hates Us All)[3]
- Pieprzenie i walenie (Fucking & Punching)
- Californication
- Lew Ashby, Biografia (Lew Ashby, A Biography)